# Einmal Hallig und zurück
Einmal Hallig und zurück ist eine deutsche Fernsehfilm-Komödie von Hermine Huntgeburth aus dem Jahr 2015, der nach einem Drehbuch von Chris Geletneky und Sascha Albrecht entstand. Die Filmkomödie mit Anke Engelke und Charly Hübner in den Hauptrollen hat eine Länge von 87 Minuten und feierte am 8. Oktober 2015 auf dem Filmfest Hamburg ihre Premiere.

## Handlung
Klatschreporterin Fanny Reitmeyer ist an einer Story über einen Windpark interessiert, doch ihr Chef meint, dass dies kein Thema für eine Frau wäre. Die eigensinnige Fanny recherchiert dennoch heimlich an der skandalträchtigen Story weiter, in die Umweltminister Jürgen Heinze verstrickt ist. Sie verschafft sich während eines Empfangs Zutritt zu den Büroräumen des Energiekonzerns „EGB“, von dem sie weiß, dass er den Bau einer riesigen Offshore-Windanlage in der Nordsee plant und kopiert sich heimlich einige Dateien. Als man dort den Diebstahl des brisanten Materials bemerkt, muss Fanny um ihr Leben fürchten. Ihr Chef schickt sie deshalb zu ihrem eigenen Schutz auf eine einsame Hallig, um einen Vogelschützer zu interviewen. Fanny ist von dieser Idee zwar nicht sehr erbaut, fügt sich aber in ihr Schicksal. Die zivilisationsverwöhnte junge Frau fühlt sich hier im hohen Norden allerdings ein wenig deplatziert. Die direkte und robuste Art der Einheimischen passt so gar nicht zu Fannys Vorstellung ebenso wenig wie die Begrüßung durch die Weideschafe, wo sie bei einer Attacke durch einen Schafbock zu Boden geht und sich ihre teure Kleidung ruiniert.
Vogelkundler Hagen Kluth ist von dem Festlandbesuch wenig begeistert und will Fanny so schnell wie möglich wieder loswerden. Sie redet nämlich in einer Tour, was der Einsiedler ganz und gar nicht ertragen kann. Permanent stellt die Frau Ansprüche und bringt seinen Tagesablauf völlig durcheinander. Er ist es gewohnt früh schlafen zu gehen und entsprechen früh auch wieder aufzustehen, woran sich Fanny nur schwer gewöhnen kann. Zudem gibt es hier anscheinend weder Internet, noch irgendeine Art von Komfort.
Hagen hat ein wenig Spaß daran, Fanny zu drangsalieren. Er lässt sie Müll einsammeln, der hier permanent auf der Hallig angeschwemmt wird und zum Schutz der Vögel regelmäßig entsorgt werden muss. In ihrer Tollpatschigkeit tritt sie dabei auf ein Lachseeschwalbengelege. Hagen reißt nun der Geduldsfaden und macht Fanny klar, dass sie wahrscheinlich nur hierher geschickt worden ist, weil man sie nirgendwo brauchen würde. Da er sie auch nicht gebrauchen kann, will er sie zurück ans Festland bringen. Seltsamerweise hat jemand den Benzinschlauch des Motorbootes durchtrennt und bei Fannys Erklärung, dass dies ein Marder gewesen sein könnte, kann Hagen nur den Kopf schütteln. Er geht davon aus, dass Fanny hier ihre Finger im Spiel hatte. Um nicht mit einem anderen Boot von der Hallig gebracht zu werden, gesteht sie Hagen den eigentlichen Grund ihrer Anwesenheit, was Hagen nur schwer glauben kann. Warum sollte sich eine Klatschreporterin plötzlich mit einem politischen Skandal beschäftigen wollen?
Fanny hingegen findet heraus, dass Hagen gar nicht ganz freiwillig auf der Hallig in Einsamkeit lebt. Vielmehr ist sein Versteck, daher er eine Haftstrafe befürchten muss. Er selbst war einst ein sehr aktiver Umweltaktivist und während einer Aktion kam es zu einem Handgemenge, in welchem er ausgerechnet den Chef der "EGB" niederschlug.
Damit konfrontiert willigt Hagen ein, die Beweise, die Fanny hat zu prüfen und erklärt ihr das ganze Ausmaß des Betruges.
Nach einem feuchtfröhlich verbrachten Abend, kommen sich die beiden Streithähne aber ein wenig näher. Während sich Hagen auf ein verträgliches Arbeiten miteinander freut, reist Fanny ganz plötzlich und ohne Vorwarnung zurück zum Festland. Sie hatte erfahren, dass noch am selben Tag bei der „EGB“ eine Entscheidung zum Bau der Windanlagen getroffen werden soll. Das will sie unbedingt verhindern und platzt in die öffentliche Sitzung hinein. Nach gerade erfolgtem Bekenntnis, dass der Schutz des Wattenmeeres bei ihrem Projekt die höchste Priorität hätte, will Fanny ihre Beweise präsentieren. Leider hatte sie nicht bemerkt, dass ihr Chef den USB-Stick ausgetauscht hatte, da seine Zeitung zum großen Teil von den Zuwendungen des „EGB“ abhängig ist. In der Konsequenz hat Fanny sich nun nicht nur in aller Öffentlichkeit blamiert, sondern auch noch ihren Job verloren. Aber Fanny wäre nicht Fanny, wenn sie das so einfach hinnehmen würde. Hartnäckig wie sie ist, holt sie zu einem finalen Schlag aus. Unerwartet erhält sie Hilfe von Hagen, denn auch auf der einsamen Hallig war ihr Auftritt bei der „EGB“ bekannt geworden.
Fanny schleicht sich verkleidet erneut bei der „EGB“ ein, wird diesmal jedoch ertappt. Gerade als sie von den Wachmänner hinausgeworfen werden soll, erscheint Hagen und gemeinsam mit ihm gelingt es Fanny, die Wahrheit an die Öffentlichkeit zu bringen und damit das Vogelschutzgebiet zu retten.
Der Film endet damit, dass Hagen und Fanny nun beide auf der Hallig leben und von dort aus weitere Aktionen zur Rettung der Umwelt planen.

## Produktion
Einmal Hallig und zurück entstand als Koproduktion der Brainpool TV GmbH und dem NDR in Zusammenarbeit mit arte. Gefördert wurde die Produktion durch die nordmedia – Film- und Mediengesellschaft Niedersachsen/Bremen mbH sowie die Filmförderung Hamburg Schleswig-Holstein GmbH.
Die Dreharbeiten zum Film fanden vom 5. Mai bis zum 6. Juni 2015 unter dem Arbeitstitel Die Reise zum Mittelpunkt der Hallig u. a. in Hannover und auf der Hallig Langeneß statt.
Nach gemeinsamen Auftritten in der Comedyserie Ladykracher standen die beiden Hauptdarsteller Anke Engelke und Charly Hübner in dieser Filmkomödie erstmals gemeinsam für eine Produktion in Spielfilmlänge vor der Kamera.
Die Kamera führte Martin Langer. Für den Ton zeichnete Tomas Kanok verantwortlich, für das Szenenbild Bettina Schmidt, für das Kostümbild Sabine Böbbis und für die Maske Dunja Pflugfelder sowie Maike Heinlein. Die redaktionelle Verantwortung trugen Christian Granderath (NDR), Sabine Holtgreve (NDR) und Andreas Schreitmüller (Arte).

## Rezeption

### Einschaltquote
Nach der TV-Erstausstrahlung von Einmal Hallig und zurück am 20. November 2015 bei Arte wurde der Film dann am 25. Mai 2016 auch im Ersten Programm der ARD gesendet, was in Deutschland von 4,45 Millionen Zuschauern verfolgt wurde und somit einen Marktanteil von 15,7 % entsprach.

### Kritik
Thomas Hahn bei der Süddeutschen Zeitung meinte: „Auf den Halligen in der Nordsee kann man den Stoff für einen großen Film finden, denn die Halligen sind schön und widersprüchlich. Sie strahlen eine stille Dramatik aus, die aus der Natur des Ortes wächst und eine Herausforderung ist für die Seelen ihrer Menschen.“ Doch leider „interessiert sich [Einmal Hallig und zurück] überhaupt nicht für die Brüche im Frieden von Hooge, Langeneß oder Oland.“ Die Handlung des Films „leuchtet [lediglich] hinein in den Umstand, dass die Nordsee ein umkämpftes Gebiet ist.“ „Sei's drum. Eine professionell gefertigte Komödie mit erwartbarem Verlauf tut ja niemandem weh. Durchwinken, weiterschauen.“
In der Welt kommt Elmar Krekeler zu dem Fazit: „Möge der Fernsehgott geben, dass keiner auf die Idee kommt, daraus eine Serie zu machen.“ Dennoch sei diese Komödie („Diese Geschichte muss man lieben“) seiner Meinung nach „ein herrlicher, unkorrekter, [und] verhältnismäßig moralinfreier Spaß“. Neben den beiden Hauptdarstellern sei dies nicht zuletzt auch dem gesetzten geografischen Extrem zuzuschreiben, in dem man „wunderbar Menschen aufeinander loslassen kann.“ Der Film von Hermine Huntgeburth, „deren alltägliches Drehbrot nicht unbedingt die Komödie ist,“ bildet somit eine seltene Ausnahme unter den „deutsche[n] Fernsehkomödien“ – so „selten wie Lachseeschwalben“.
Rainer Tittelbach von Tittelbach.tv meinte: „Ein Mann, eine Frau, eine Hallig – durch die Reduktion von Handlung und Schauplatz wird noch sehr viel deutlicher, um was es in der Geschichte geht. 45 Minuten zu zweit eine Landschaft mit Meer, Salzwiesen, Schafen und einem gottverlassenen Häuschen zu bespielen – das muss man aber erst einmal hinkriegen. Anke Engelke und Charly Hübner gelingt das vorzüglich. Als Zuschauer muss man allerdings damit klarkommen, dass der dialogische Witz, der zwar auch zur Wesensart der weiblichen Hauptfigur gehört [], sich mitunter verselbstständigt und mehr für einen Lacher beim Zuschauer gut ist, als dass er stets der Logik der innerfilmischen Interaktion entsprechen würde.“
„Platt ist [zwar] hier [...] Programm“ meinte Heike Hupertz in der Frankfurter Allgemeinen Zeitung, aber durch dessen punktgenaue Inszenierung gewinne der Film „trotzdem an Höhe“ – auf diese Art gelinge selbst „das Gegeneinander von laut krachenden Comedy-Gebaren und hintersinnigen Robert-Gernhardt-Momenten.“ Auch lobte Hupertz die Ausstattung von Bettina Schmidt („zum Nichtsattsehen“) und Martin Langers Bildgestaltung, die „ganz auf Weite des Blicks“ setze.
„Sabbeltrine trifft auf Brummbär – amüsant“, meinten die Kritiker der Fernsehzeitschrift TV Spielfilm über den Film und bewerteten diesen mit dem Daumen nach oben.

## Nominierung
- 2015: Filmfest Hamburg – Hamburger Produzentenpreis[5][14]